# Аравийские языки
Аравийская (северноаравийская) языковая группа относится к центральносемитской ветви западносемитской подсемьи семитских языков. Она включает:
- Северноаравийский ареал (англ. Ancient / Old North Arabian) представлен несколькими языковыми формами, известными по кратким надписям из различных районов Северной Аравии, древнейшие из которых восходят по крайней мере к VI в. до н. э. Принято выделять четыре группы памятников этого типа (в некоторых современных исследованиях корректность этой классификации ставится под сомнение): самудские (англ. Thamudic), лихьянские (англ. Dedanitic/Lihyanitic, Dedanite/Lihyanite), сафаитские, или сафские (англ. Safaitic) и хасаитские (англ. Hasaitic).
- Центральноаравийский ареал представлен следующими языковыми образованиями:
  - Древние (доисламские) арабские диалекты:
    - северноарабские диалекты («диалекты Аднана»)
    - западноарабские диалекты — Хиджаз
    - южноарабские диалекты («диалекты Кахтана»)
    - восточноарабские диалекты — основной источник классического арабского языка
      - Классический арабский язык
        - сложившийся на его основе современный арабский литературный язык
        - Многочисленные современные арабские разговорные формы, которые со структурной точки зрения могут быть разделены на несколько языков:
          - Магрибская группа диалектов (≈язык)
          - Египетско-суданская группа диалектов (≈язык)
          - Сиро-месопотамская группа диалектов (≈язык)
          - Аравийская группа диалектов (≈язык)
          - Среднеазиатская группа диалектов (≈язык)

Современные еврейско-арабские диалекты как правило отличаются от соответствующих не-еврейских диалектов лишь лексически (из-за наличия большого числа заимствований из древнееврейского и арамейского), хотя некоторые в силу поздних миграций отличаются более значительно (в Ливии, Ираке, частично в Египте).
Основные особенности арабского языка, противопоставляющие его всем остальным центральносемитским (и, шире, западносемитским): слияние прасемитских *š и *s в s (в противоположность древнееврейскому, арамейскому и южноаравийским эпиграфическим языкам); нунация у имен в единственном и правильном множественном числе женского рода; обобщение *-at- в качестве показателя женского рода у имен (также в СЮЯ); двухпадежное склонение у ряда классов имен в единственном и «ломаном» множественном числе; пассивное причастие основной породы с префиксом ma-; определённый артикль ʔal-; продуктивное употребление адъективных образований модели ʔaCCaC- и диминутивной модели CuCayC-; согласование форм множественного числа неодушевленных имен по 3-му лицу единственного числа женского рода.